# 十方寺 (文京区)
十方寺（じゅっぽうじ）は、東京都文京区にある浄土宗の寺院。

## 歴史
1615年（元和元年）、覚蓮社円誉によって開山された。元々は根津に位置していたが、1662年（寛文2年）に現在地に移転した。
文化・文政期（1804年～1831年）、当寺住職の特止上人は楽焼の造詣が深いことで知られており、文人墨客が集まったという。

## 墓所
- 犬塚印南（儒学者）
- 小川芳樹（金属工学者）

湯川秀樹の兄である。

## 交通アクセス
- 東大前駅より徒歩7分。